# Polyommatus albistria
Polyommatus albistria är en fjärilsart som beskrevs av Wright 1941. Polyommatus albistria ingår i släktet Polyommatus och familjen juvelvingar. Inga underarter finns listade i Catalogue of Life.